# Beilngries
Beilngries est une ville allemande située en Haute-Bavière dans le Landkreis d'Eichstätt.
Depuis 2008, Brigitte Frauenknecht est bourgmestre de la ville.